# Morgan Snow
Morgan Snow (ur. 26 lipca 1993) – amerykańska lekkoatletka.
Podczas mistrzostw świata juniorów w Barcelonie (2012) zdobyła złoty medal w sztafecie 4 x 100 metrów oraz w biegu na 100 metrów przez płotki. 
Stawała na podium juniorskich mistrzostw USA. 
Rekordy życiowe: bieg na 60 metrów przez płotki (hala) – 8,07 (13 lutego 2015, Fayetteville i 14 marca 2015, Fayetteville); bieg na 100 metrów przez płotki – 12,78 (27 czerwca 2015, Eugene).

## Osiągnięcia
| Rok  | Impreza                     | Miejsce   | Konkurencja                | Pozycja    | Wynik |
| ---- | --------------------------- | --------- | -------------------------- | ---------- | ----- |
| 2012 | Mistrzostwa świata juniorów | Barcelona | sztafeta 4 x 100 m         | 1. miejsce | 43,89 |
| 2012 | Mistrzostwa świata juniorów | Barcelona | bieg na 100 m przez płotki | 1. miejsce | 13,38 |